# Mad Dog II: The Lost Gold
Mad Dog II: The Lost Gold is een first-person live-action interactieve film van American Laser Games. Het spel kwam oorspronkelijk uit in 1992 voor Arcade. Later werd het spel geporteerd naar andere systemen zoals Mega-CD, 3DO, cd-i en DOS/Windows. Naargelang het systeem, kon men gebruikmaken van de muis of een additioneel lichtpistool. De speler dient met behulp van een lichtpistool de vijanden neer te schieten, onschuldigen te sparen en er voor te zorgen dat men zelf niet wordt geraakt. Het is de opvolger van Mad Dog McCree. 

## Platforms
| Jaar | Platform          |
| ---- | ----------------- |
| 1992 | Arcade            |
| 1994 | 3DO, DOS, Mega-CD |
| 1995 | cd-i              |
| 2003 | Windows           |

- In 2003 werd het heruitgebracht door Digital Leisure voor dvd-speler waar de besturing gebeurde met de dvd afstandsbediening.
- In 2009 kwam het uit voor Wii in een verzamelpakket tezamen met Mad Dog McCree  en The Last Bounty Hunter.

## Ontvangst
Het spel werd wisselend ontvangen:
| Beoordeeld door                      | Platform | Datum            | Score |
| ------------------------------------ | -------- | ---------------- | ----- |
| GamePro (USA)                        | 3DO      | januari 1995     | 90%   |
| 7Wolf Magazine                       | Windows  | 10 november 2003 | 70%   |
| Video Games & Computer Entertainment | 3DO      | februari 1995    | 70%   |
| GamePro (USA)                        | SEGA CD  | juli 1995        | 70%   |
| Electronic Gaming Monthly (EGM)      | 3DO      | december 1994    | 62%   |
| PC Player (Duitsland)                | DOS      | augustus 1994    | 60%   |
| PC Games (Duitsland)                 | DOS      | december 1994    | 52%   |
| Game Zero                            | 3DO      | maart 1996       | 39%   |
| The Video Game Critic                | 3DO      | 9 mei 2013       | 16%   |
| PC Gamer                             | DOS      | 1994             | 9%    |